# Colleen Shannon
Deisy & Sarah Teles Aliya Wolf
Colleen Shannon (née le 14 avril 1978)  est une actrice, disc-jockey et modèle de charme américaine, qui a été Playmate de Playboy.

## Biographie
Shannon est née en Alaska et a grandi à Pelican, en Alaska. Elle a fréquenté le lycée en Californie.
Colleen a été choisie pour être ''Miss Janvier 2004'' du magazine ''Playboy'' et donc Playmate du 50e anniversaire parmi de très nombreuses candidates venue de tout le pays. Elle a été émerveillée par son choix : « Je me sens vraiment bénie parce que je voulais faire partie de Playboy depuis très longtemps. J'avais un ami dont le père collectionnait les numéros des années 1970 et 1980. Les filles y étaient si belles, si élégantes. Maintenant, tout ce que je souhaitais est arrivé. C'est tellement inimaginable. ». Les photos ont été prises par Arny Freytag et Stephen Wayda.
Elle a ensuite figuré dans plusieurs vidéos Playboy. Elle a été citée par Zoo Magazines parmi les 100 femmes les plus sexy, et a posé en couverture pour des revus telles que Elle, FHM et Maxim.
Colleen est disc jockey et a joué avec Snoop Dogg, Paul Oakenfold et Funkmaster Flex. Elle a mixé au Harrah's Atlantic City, Seminole Hard Rock Hotel and Casino Tampa, et à la LG Fashion Week. Shannon s'est également produite à l'échelle internationale au Liban, à Abu Dhabi, en Suède, au Mexique, en Afrique du Sud et ailleurs.
Elle est apparue dans How I Met Your Mother  et dans Miss Cast Away and the Island Girls. Elle a également figuré dans OK! , Maxim et Chargé.

## Problèmes avec la justice
Shannon a été arrêtée en août 2012 pour avoir fait rentrer illégalement son petit ami canadien, Robert Skojo, aux États-Unis. Celui-ci a traversé clandestinement la frontière dans la réserve Mohawk de St. Regis à New York. Shannon et Skojo ont été arrêtés à Fort Covington, New York. Elle a plaidé coupable en juin 2013 d'aide à immigration clandestine. En octobre 2013, elle a été condamnée à quatre mois de prison dans la prison fédérale des États-Unis et à une amende de 5 000 dollars.

## Discographie
| Année | Album            | Étiquette           | Date de sortie |
| ----- | ---------------- | ------------------- | -------------- |
| 2010  | Rouge chaud 2010 | Sony Musique Canada | 16 mars 2010   |